# Alejandro Alfaro
Alejandro Alfaro Ligero est un footballeur espagnol, né le 23 novembre 1986 à La Palma del Condado en Espagne. Il évolue au poste d'ailier.

## Palmarès

### Clubs
- Séville FC
  - Vainqueur de la Coupe de l'UEFA en 2007.
  - Vainqueur de la Coupe du Roi d'Espagne en 2007.